# Кобер, Ларс
Ларс Ко́бер (нем. Lars Kober; 19 октября 1976, Берлин) — немецкий гребец-каноист, выступал за сборную Германии во второй половине 1990-х годов. Бронзовый призёр летних Олимпийских игр в Сиднее, бронзовый призёр чемпионата Европы, победитель многих регат национального и международного значения.

## Биография
Ларс Кобер родился 19 октября 1976 года в Берлине. Активно заниматься греблей начал с раннего детства, проходил подготовку в столичном спортивном клубе «Берлин-Грюнау».
Первого серьёзного успеха на взрослом международном уровне добился в 1997 году, когда попал в основной состав немецкой национальной сборной и побывал на возобновлённом чемпионате Европы в болгарском Пловдиве, откуда привёз награду бронзового достоинства, выигранную в зачёте двухместных каноэ на дистанции 1000 метров.
Благодаря череде удачных выступлений Кобер удостоился права защищать честь страны на летних Олимпийских играх 2000 года в Сиднее — вместе с напарником Штефаном Утесом в двойках на тысяче метрах завоевал бронзовую медаль, проиграв в решающем заезде только экипажам из Румынии и Кубы. Вскоре по окончании этих соревнований принял решение завершить карьеру профессионального спортсмена, уступив место в сборной молодым немецким гребцам.